# 塔兰托狼蛛
塔兰托狼蛛也叫塔兰图拉毒蛛、塔兰托毒蛛，是狼蛛科狼蛛属的一种蜘蛛，分布于南欧。中世纪的意大利塔兰托一带出现了一种传染病，叫做塔兰托舞蹈症，据说是由于被塔兰托狼蛛咬伤所致。人们认为被咬后需要用尽全力跳舞以出汗排毒。塔兰泰拉舞可能就是起源于此。